# Бјала (Варненска област)
Бјала (буг. Бяла) град је у Републици Бугарској, у источном делу земље, седиште истоимене општине Бјала у оквиру Варненске области.

## Географија
Положај: Бјала се налази у источном делу Бугарске. Од престонице Софије град је удаљен 455 km источно, а од обласног средишта, Варне град је удаљен 55 km јужно.
Рељеф: Област Бјале се налази недалеко од Црног мора, у подручју приобалног побрежја. Град је смештен у омањој долини, на приближно 40 m надморске висине.
Клима: Клима у Бјали је континентална.
Воде: Бјала се налази на пар километара од обале Црног мора, које је овде са бројним плажама. У подручју постоји и више мањих водотока.

## Историја
Област Бјале је првобитно било насељено Трачанима, а после њих овом облашћу владају стари Рим и Византија. Јужни Словени ово подручје насељавају у 7. веку. Од 9. века до 1388. године област је била у саставу средњовековне Бугарске. Тада се насеље са тврђавом називало Овеч.
Крајем 14. века област Бјале је пала под власт Османлија, који владају облашћу 5 векова.
Године 1878. град је постао део савремене бугарске државе. Насеље постоје убрзо средиште окупљања за села у околини, са више јавних установа и трговиштем.

## Становништво
По проценама из 2010. године Бјала је имала око 2.300 становника. Већина градског становништва су етнички Бугари. Остатак су махом Роми. Последњих деценија град има пораст становништва, везан за туризма на Црном мору.
Претежан вероисповест месног становништва је православље.

## Галерија
- Купалиште код Бјале
- Капела св. Трифуна